# Дијен Бијен
Дијен Бијен (виј. Điện Biên) је једна од 58 покрајина Вијетнама. Налази се у региону Северозапад (Вијетнам). Заузима површину од 9.562,5 km². Према попису становништва из 2009. у покрајини је живело 490.306 становника. Главни град је Дијен Бијен Фу.